# Anna Balcar-Boroń
Anna Wilhelmina Balcar-Boroń (ur. 14 czerwca 1930 w Stebniku, zm. 6 grudnia 2023) – polska pediatra, profesor nauk medycznych.

## Życiorys
Jej rodzice pochodzili ze Śląska, matka z Górnego, a ojciec z Cieszyńskiego. Przed wybuchem II wojny światowej rodzina osiedliła się na Kresach Wschodnich. Po wojnie w ramach repatriacji Polaków ze Wschodu Anna Balcar-Boroń zamieszkała na Dolnym Śląsku. Studiowała na Wydziale Lekarskim Akademii Medycznej we Wrocławiu. W 1954 ukończyła studia oraz podjęła pracę w Katedrze i Klinice Chorób Dzieci (do 1970), którą kierowała Hanna Hirszfeldowa. Na Akademii Medycznej we Wrocławiu pracowała do 1975, uzyskała tam I i II stopień specjalizacji w pediatrii, a także podspecjalizację w nefrologii dziecięcej. Pełniła funkcję zastępcy kierownika Kliniki Nefrologii Instytutu Pediatrii (pracowała tam od 1970).
W 1964 obroniła pracę doktorską, w 1972 roku uzyskała stopień naukowy doktora habilitowanego. W 1975 r. przeniosła się na Akademię Medyczną w Gdańsku, gdzie objęła stanowisko kierownika Kliniki Chorób Dzieci w filii w Bydgoszczy. Filia została następnie przekształcona w II Zamiejscowy Wydział Lekarski Akademii Medycznej, a w 1984 w Akademię Medyczną w Bydgoszczy, na której Anna Balcar-Boroń została dziekanem Wydziału Lekarskiego (1984-1987). Nadal pełniła funkcję kierownika Katedry i Kliniki Chorób Dzieci, która w 1996 zmieniła nazwę na Katedrę i Klinikę Pediatrii, Hematologii i Onkologii. W 1982 otrzymała tytuł profesora nadzwyczajnego, a w 1990 – profesora zwyczajnego nauk medycznych. W 2000 przeszła na emeryturę.
W latach 1979–1999 była przewodniczącą bydgoskiego oddziału Polskiego Towarzystwa Pediatrycznego, otrzymała prestiżowe nagrody tego stowarzyszenia: Oskara Pediatrii (2008) i Różę Pediatrii (2015). W 2016 została uhonorowana nagrodą Convallaria Copernicana.